# Le Collectionneur (film, 1997)
Cet article concerne le film de Gary Fleder. Pour le film de Jean Beaudin, voir Le Collectionneur.
Pour les articles homonymes, voir Le Collectionneur.
Série
Le Masque de l'araignée
Pour plus de détails, voir Fiche technique et Distribution.
Le Collectionneur (Kiss the Girls) est un film américain, réalisé par Gary Fleder, sorti en 1997. C'est l'adaptation du roman Et tombent les filles de James Patterson paru en 1995. Une suite réalisée par Lee Tamahori est sortie en 2001, Le Masque de l'araignée, puis une autre en 2012, Alex Cross.

## Synopsis
Le policier Alex Cross (Morgan Freeman) apprend que sa nièce a disparu. Poursuivant les recherches à titre personnel, il se rend à Durham, en Caroline du Nord. Il apprend alors que huit autres jeunes filles belles et talentueuses ont aussi été kidnappées et que l’une d’elles a été assassinée. L’enquête menée lui permet de découvrir un témoin, puis la cachette du meurtrier, qui se fait appeler « Casanova ».

## Fiche technique
- Titre : Le Collectionneur
- Titre original : Kiss the Girls
- Titre québécois : Et tombent les filles
- Réalisation : Gary Fleder
- Scénario : David Klass, d'après le roman Et tombent les filles de James Patterson  (ISBN 0446601241) paru en 1995
- Décors : Linda Lee Sutton
- Costumes : Abigail Murray
- Production : David Brown et Joe Wizan

Producteur délégué : C.O. Erickson
- Musique : Mark Isham
- Montage : Armen Minasian, Harvey Rosenstock et William Steinkamp
- Pays d'origine :  États-Unis
- Langue originale : anglais
- Format : 35 mm
- Genre : Thriller
- Budget : 27 millions $[1]
- Box-office mondial : 60 527 873 USD[1]
- Durée : 116 minutes
- Dates de sortie[2] :

 France : 10 septembre 1997 (Première mondiale au Festival du cinéma américain de Deauville)
 États-Unis : 3 octobre 1997
 France : 3 décembre 1997

## Distribution
- Morgan Freeman (VF : Benoît Allemane) : Dr Alex Cross
- Ashley Judd (VF : Martine Irzenski) : Dr Kate McTiernan
- Cary Elwes (VF : Éric Herson-Macarel) : Détective Nick Ruskin / Casanova
- Tony Goldwyn (VF : Jean-Pierre Michaël) : Dr William « Will » Rudolph
- Jay O. Sanders (VF : François Dunoyer) : l'agent du FBI Kyle Craig
- Brian Cox (VF : Georges Claisse) : chef Hatfield
- Jeremy Piven (VF : Joël Zaffarano) : Henry Castillo
- Richard T. Jones (VF : Thierry Desroses) : Seth Samuel
- Roma Maffia (VF : Maïk Darah) : Dr Ruocco
- Gina Ravera (VF : Annie Milon) : Naomi Cross
- William Converse-Roberts (VF : Hervé Bellon) : Dr Wick Sachs
- Mena Suvari : Coty Pierce
- Helen Martin : Nana Cross
- Tatyana Ali : Janell Cross
- Billy Blanks (VF : Christophe Peyroux) : l'instructeur du Kickboxing
- Alex McArthur (VF : Patrice Baudrier) : Détective Davey Sikes
- Bill Nunn : Détective John Sampson
- Deborah Strang : Dianne Wainford
  - Voix additionnelles : Guillaume Orsat

## Production

### Choix des interprètes
Denzel Washington devait à l'origine jouer le rôle d'Alex Cross, mais il en a été empêché par un conflit d'emploi du temps. C'est Morgan Freeman qui a alors été approché.

## Autour du film
- La direction de l'université de Caroline du Nord a refusé d'autoriser le tournage sur le campus de Chapel Hill à cause du sujet du film. Les seules vues dans le film sont des plans de survol.

### Série de films
- Le Masque de l'araignée
- Alex Cross